# Klaus Schneemann
Klaus Schneemann (* 31. Mai 1944) ist ein Brigadegeneral außer Dienst des Heeres der Bundeswehr.

## Leben
Schneemann studierte und wurde Diplom-Ingenieur. Er gehörte der Topographietruppe und der Laufbahn der Offiziere des militärgeographischen Dienstes an. Schneemann war Ende 1974 als Hauptmann in der Topographiebatterie 601 in Rendsburg eingesetzt. 1980 war er Major und wurde 1983 im Heeresamt in Köln verwendet. 1989 hatte er, noch im Dienstgrad Major, eine Verwendung im Hauptquartier Allied Forces Central Europe der NATO in Brunssum in den Niederlanden.
Schneemann war von Oktober 2000, als Nachfolger von Oberst Ewald Henkel, bis zum 11. März 2003 der letzte Kommandeur des Amtes für Militärisches Geowesen. Vom 11. März 2003 bis 11. Mai 2005 war er der erste Kommandeur des Zentrums für Geoinformationswesen der Bundeswehr in der Mercator-Kaserne in Euskirchen. Mit Ablauf des Mai 2005 wurde er in den Ruhestand versetzt.

## Schriften
- mit Walter Schmidt-Bleker: Geo ABC: Von der Wegbeschreibung zum Geoinformationssystem. BoD, Norderstedt 2003, ISBN 978-3-8482-9112-0.